# Угольный Мешок
Туманность У́гольный Мешо́к (англ. Coalsack Nebula), также Южный Угольный Мешок (англ. Southern Coalsack) или просто Угольный Мешок (англ. Coalsack), также TGU H1867, устар. Чёрное Магелланово Облако — тёмная туманность, расположенная в созвездии Южного Креста. Экваториальные координаты — 12ч 31м 19.00с, −64° 44′ 36″. Приблизительные размеры — 6,7°×5,0°, форма — иррегулярная (ir), площадь — 26,2 кв. градуса. Расстояние до туманности — около 150 парсек. Это хорошо заметная тёмная туманность в небе, впервые упомянутая испанским мореплавателем Висенте Яньес Пинсоном (исп. Vicente Yáñez Pinzón) в 1499 году, позже, появляется в Каталоге 1850 года, легко видимая невооружённым глазом как тёмное пятно, заслоняющее короткий участок звёзд Млечного Пути при пересечении ими самой южной области неба, к востоку от Акрукса (Альфа Южного Креста, лат. Alpha Crucis, сокр. α Cru), который является яркой, южной путеводной звездой Южного Креста.
Эта тёмная туманность занимает бо́льшую часть юго-восточного угла протяжённой части созвездия Южный Крест и находится на внешней стороне прямой между звёздами Акрукс и Бекрукс, но ближе к Акруксу, на расстоянии 180 парсек (590 св. лет) от Земли.

## Галерея
- Туманность Угольный мешок видна как большая тёмная часть в верхней части фотографии (тонкая длинная туманность в нижней части - это туманность Тёмная Штучка).
- Фотография созвездия Южный Крест. Ниже и справа от созвездия видна тёмная туманность Угольный мешок.

## В культуре
Туманность Угольный Мешок упоминается в оригинальном сериале «Звёздный путь», в сериях: «Иммунный синдром» и «Пусть это будет полем последней битвы», а также в фильме «Космическая одиссея 2001 года» Артура Кларка.
В книге «Зачумлённый корабль» из серии «Королева Солнца», Андрэ Нортон несколько персонажей клянутся «…вытяжным тросом Угольного Мешка!»
Угольный Мешок занимает видное место в научно-фантастическом романе Ларри Нивена и Джерри Пурнеля «Мошка в зенице Господней» и его продолжениях «Хватательная рука» и «Утиес».
Также Генри де Вер Стэкпул описал Угольный Мешок в своём романе «Голубая лагуна» (1908), как Лестранж наблюдает её с палубы «Нортумберлэнда»: «На Млечном Пути, близ Южного Креста, виднеется грозная закруглённая бездна — Угольный Мешок. Она так сильно напоминает тёмную пещеру, что при виде её у человека с воображением мутится в голове. Для невооружённого глаза она черна и уныла, как смерть, но взгляни в телескоп, и увидишь мириады прекрасных звёзд…».
Угольный Мешок упоминается в сериале «Футурама», в серии «Ад — это другие роботы».
В фильме «Ночь на Галактической железной дороге» и в оригинальной детской сказке, на которой он основан, путешествие героя Кампанеллы заканчивается тем, что он отправляется в туманность Угольный Мешок.
В повести Брайана Дж. Кларка «Экспедитор» мир таинственных башен и изучающих их инопланетян обнаруживается «за Угольным Мешком».
В повести В.Г.Мелентьева "Черный свет" описаны приключения инопланетных астронавтов в Черном мешке, который виден с Земли в созвездии Южный крест и называется земными моряками и астрономами "угольный мешок".
В игре Elite: Dangerous туманность Угольный Мешок представлена двумя частями: бо́льшая часть туманности обозначена как «Coalsack», в которой находятся системы обозначенные префиксом «Musca Dark Region», а меньшая часть представлена тёмной областью «Coalsack Dark Region», в которой нет звёзд.
В романе Эдмонда Гамильтона «Звёздные короли», Угольный Мешок является домом Лиги тёмных миров, самой могущественной военной диктатуры в Галактике.
В серии «Заклинатель» Терри Манкура, Угольный Мешок и то, как его тень заслоняет вымышленный мир Калидор от излучения Хокинга, испускаемого сверхмассивной чёрной дырой в центре галактики, позволяет существовать магии.
Часть событий фильма «Кровь Машин» 2019 года выпуска, режиссёра Сета Икермана, происходит в туманности Угольный Мешок, где расположена огромная свалка погибших космических кораблей.